# Savá
Savá är en kommun i Honduras.   Den ligger i departementet Departamento de Colón, i den centrala delen av landet, 190 km nordost om huvudstaden Tegucigalpa. Antalet invånare är 19 266.